# Tenoch
Tenoch (Tenuch) (1299. – 1363.) bio je astečki poglavica koji je vodio svoj narod u 14. stoljeću.
Bio je vrlo poštovan. Upravo je po njemu nazvan grad Tenochtitlán, što je danas Ciudad de México.